# 맨 인 블랙 (만화)
멘 인 블랙(영어: The Men in Black)은 에어셀 코믹스(Aircel Comics) 및 말리부 코믹스에서 출판한 만화로 작가 로웰 커닝햄에 의해 1990년도에 처음 연재되었다.

## 영화화
제작감독 F. 게리 그레이와 작가 로웰 커닝햄에 의해 소니 및 컬럼비아 픽처스을 통해 영화 시리즈로 제작되었다.
- 맨 인 블랙
- 맨 인 블랙 2
- 맨 인 블랙 3
- 맨 인 블랙: 인터내셔널

한편 출판권은 마블 코믹스가 갖고있지만 콘텐츠 저작권은 아이콘코믹스처럼 작가 로웰 커닝햄가 소유하고 있는 것으로 알려져있다.

## 같이 보기
- 아이콘 코믹스